# مواقع التراث العالمي السابقة

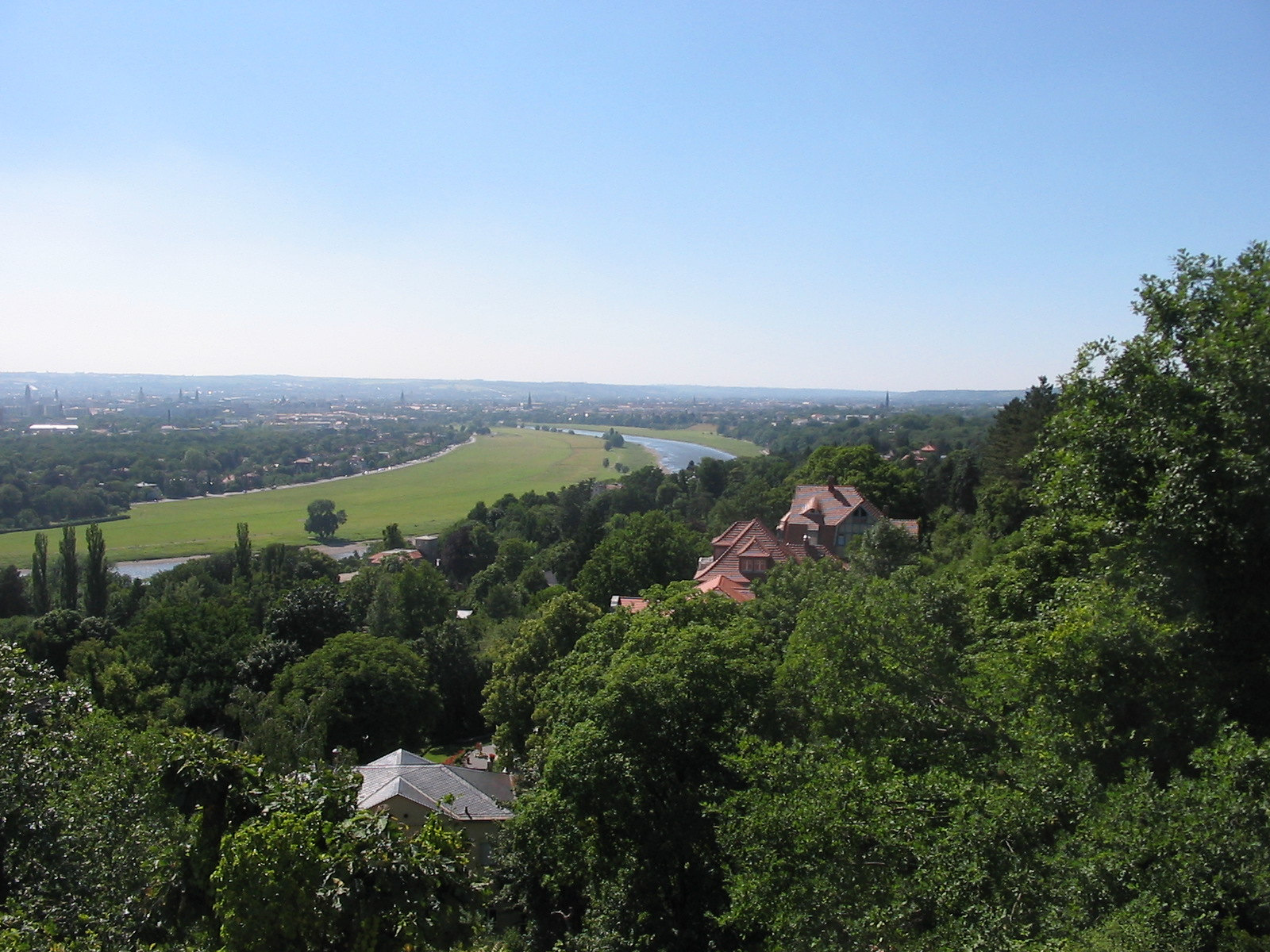
وادي إلبه درسدن موقع تراث عالمي سابق

إن تعيين موقع تراث عالمي أمر مهم ومرموق مثل هذا التعيين لا يعتبر فخراً وشرفاً فحسب، بل له آثار اقتصادية إذ أنه يعزز السياحة. قد تفقد مواقع التراث العالمي تسميتها إذا ما قررت لجنة التراث العالمي التابعة لمنظمة اليونسكو أن الموقع لا يُدار أو غير محمي بالصورة الملائمة. إذ تُدرج اللجنة الموقع في قائمة مواقع التراث العالمي المعرضة للخطر وتحاول التفاوض مع السلطات المحلية لمعالجة الموضوع. إذا فشل الأمر، تلغي اللجنة تسميتها للموقع كموقع تراث عالمي. تم شطب موقعين إلى الآن وهما محمية المها العربي في سلطنة عمان ووادي إلبه درسدن في ألمانيا.

## المواقع الملغاة

### عُمان - 2007
عام 2007 كان موقع محمية المها العربي في سلطنة عمان أول موقع يتم شطبه من قائمة التراث العالمي. أصبحت المحمية موقع تراث عالمي عام 1994. تسبب الصيد غير المشروع بتدهور موائل المها العربي ونقص عددها. تم شطب الموقع بناءً على رغبة الحكومة حيث خفضت من مساحة المحمية بحوالي 90% بعد اكتشاف النفط في الموقع. هذا وكان عدد أزواج المها التي يتم تربيتها في المحمية في وقت شطبها أربعة فقط.

### ألمانيا - 2009
في 25 حزيران (يونيو) 2009 صوتت اللجنة على شطب حالة موقع التراث العالمي من وادي إلبه درسدن بسبب أعمال إنشاء جسر Waldschlösschen التي بدأت منذ عام 2007 والتي تسببت في شطر الوادي. اختير هذا الوادي الذي يمتد لمسافة 20 كم كموقع تراث عالمي عام 2004. أما عملية الشطب فقد سبقها كفاح طويل الأمد بين السلطات المحلية في درسدن التي كانت تدافع لصالح بناء الجسر وبين خصومهم المعارضين. أُجري استفتاء عام 2005 حول بناء الجسر دون إعلام المصوتين أن منظمة اليونسكو وضعت حالة الموقع على المحك. في 2006 أدرج الموقع في قائمة المواقع المعرّضة للخطر حتى 2008، حيث منح الموقع فترة سنة إضافية. مع استمرار بناء الجسر، تم رفض منح تمديد ثانٍ. في اجتماع لجنة التراث العالمي في إشبيلية عام 2009 صوتت اللجنة على شطب الموقع بواقع 14 صوت مقابل 5.

### إنجلترا - 2021
كانت مدينة ليفربول الواقعة شمال غرب إنجلترا أحد مواقع التراث العالمي، وانتهت هيئة التراث التابعة للأمم المتحدة إلى أن قيمة ليفربول العالمية البارزة دمرت على إثر المباني الجديدة وكان منها ملعب إيفرتون لكرة القدم، وعند اجتماع لجنة التراث العالمي برئاسة الصين في منظمة التراث العالمي، صوت 13 مندوبًا لصالح إلغاء مرفأ ليفربول من قائمة التراث العالمي في مقابل رفض خمسة مندوبين.